# Patriofelis
Patriofelis és un mamífer carnívor extint. Se n'han trobat restes fòssils a estrats de l'Eocè de Nord-amèrica (Oregon, Colorado i Wyoming.

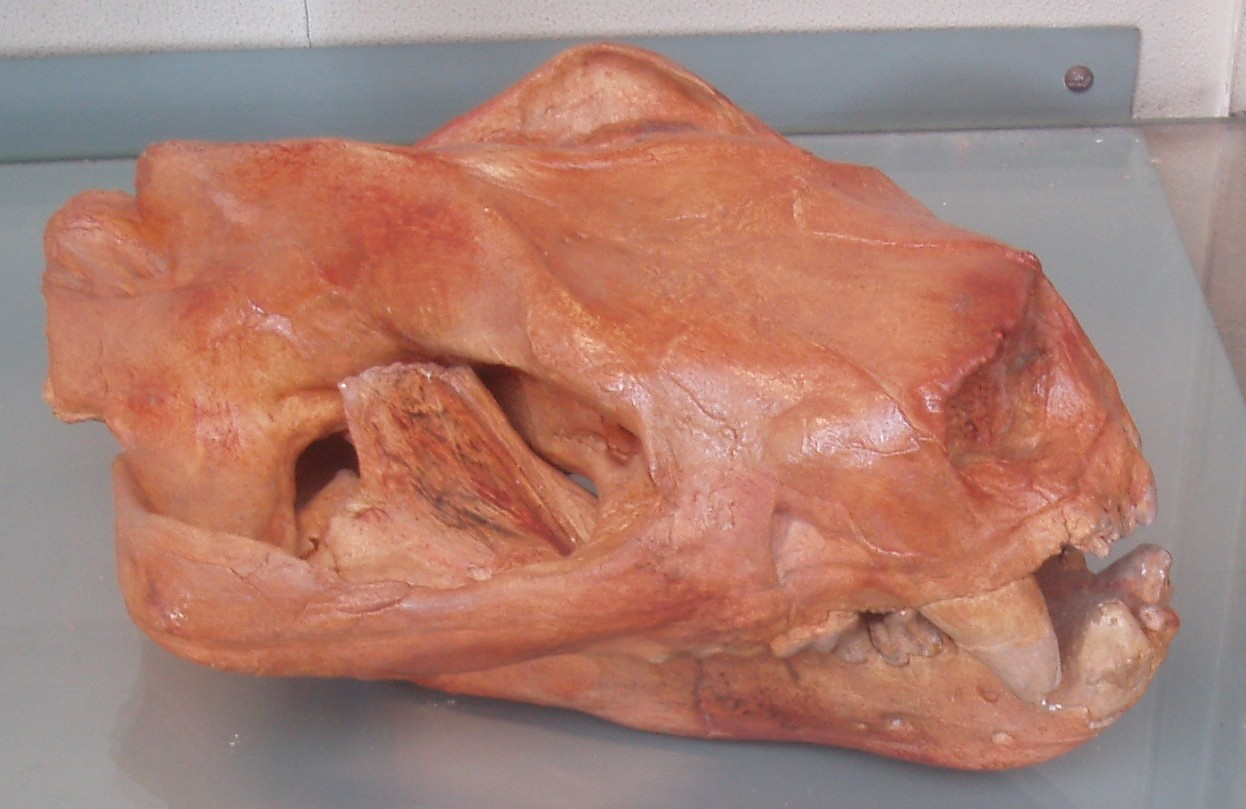
Crani de Patriofelis ulta

Amb una llargada de més de 250 (incloent-hi la cua) i un pes d'uns 100 kg, Patriofelis devia ser un depredador formidable. El crani curt estava dotat de dents fortes, més adaptades per trencar ossos que per mastegar carn. Malgrat aquesta característica, habitualment associada a carnívors carronyaires, Patriofelis devia ser un depredador actiu; l'esquelet sembla construït per permetre a l'animal grimpar als arbres. Se'n coneixen dues espècies: P. ulta i P. ferox, ambdues de l'Eocè. Oxyaena és un parent pròxim d'aquest animal.